# هیروشی یوشیدا
هیروشی یوشیدا (به انگلیسی: Hiroshi Yoshida) بازیکن فوتبال اهل ژاپن و عضو تیم ملی فوتبال ژاپن است که در تاریخ ۰۸ فوریه ۱۹۸۱ میلادی اولین بازی ملی‌اش را انجام داد. او در ۹ بازی ملی حضور داشت و آخرین بازی ملی خود را در تاریخ ۲۵ فوریه ۱۹۸۳ میلادی انجام داد. هیروشی یوشیدا در بازی‌های ملی‌اش
۱ گل به ثمر رساند.